# إنتاج مشترك
الإنتاج المشترك (المجتمع) ( بالإنجليزية :( Coproduction (society))
يتواجد الإنتاج المشترك إذا تواجد الخبراء التقنين في مجتمع وتضافروا مع المجموعات الأخرى لخلق معرفة وتكنولوجيات جديدة.أنه ما يسمى بالتفاعل الديناميكى بين التكنولوجيا والمجتمع.وله تاريخ طويل، وخاصة منذ ظهور النظريات الجذرية للمعرفة سنة 1960 .وتنقسم أشكال الإنتاج المشترك من النمط 2 ،و هو فصل في علم الإجتماع التي تصف وتشرح أحد الأنماط، أو طرق تشكل المعرفة.و في النمط 2 ،يقوم كلا من العلم والتكنولوجيا بدراسة التحرك من المذهب التكنولوجى المتشدد والبناء المجتمعى إلى فهم منظم عن كيفية تعاون التكنولوجيا والمجتمع في إنتاج كلا منهم للأخر.و وظيفيا يقوم الإنتاج المشترك بعمل مقارنة بين مفاهيم عقدة السلبية، والتغذية العكسية الإيجابية، والتحول الإجمالي المشترك والذي يصف كيف يمكن لإثنين أو أكثر من المتغيرات الضرورية والمؤثرة على نظام أن ينتج كلا منهما الآخر، ولو مع الاحترام الكامل لعملية اختلاف المتغيرات وبنسب مختلفة. وبتواجد تلك المفاهيم الأخرى، فإن إستخدامنا الواسع لها أو بشكل فيه شئ من عدم التأكد، فإن مخاطر الإنتاج المشترك تكون غير محددة وواضحة.ولو إفترضنا أن كلا من المجتمع والتكنولوجيا يستطيع إنتاج الآخر بالتساوى، إذا تبرير الحفاظ على الحد الفاصل بينهما سيحل (و في تلك الحالة نستشهد بنظرية الشبكات ) .إلا إذا تم تطبيق ضبطيات الحد الفاصل، كما أن الإنتاج المشترك قد يفشل في تقييم التفاوت في القوة بين المتغيرات المختلفة (وفي حالتنا هذه، هي المجتمع والتكنولوجيا ) .